# Downieville-Lawson-Dumont
Downieville-Lawson-Dumont è un centro abitato (census-designated place) degli Stati Uniti d'America, situato nella contea di Clear Creek dello stato del Colorado. Nel censimento del 2010 la popolazione era di 594 abitanti.

## Geografia fisica
Secondo i rilevamenti dell'United States Census Bureau, Downieville-Lawson-Dumont si estende su una superficie di 2,2 km².